# Rhaphidophora sarasini
Rhaphidophora sarasini is een rechtvleugelig insect uit de familie grottensprinkhanen (Rhaphidophoridae). De wetenschappelijke naam van deze soort is voor het eerst geldig gepubliceerd in 1931 door Karny.